# Elezioni governatoriali negli Stati Uniti d'America del 2022
Le elezioni governatoriali negli Stati Uniti d'America del 2022 si sono tenute l'8 novembre contestualmente alle elezioni parlamentari e hanno visto l'elezione dei governatori di 36 stati.

## Stati
| Stato            | Governatore uscente        | Governatore uscente            | Democratici                                 | Repubblicani                                                                               | Altri                                                                                       | Governatore eletto         | Governatore eletto |
| ---------------- | -------------------------- | ------------------------------ | ------------------------------------------- | ------------------------------------------------------------------------------------------ | ------------------------------------------------------------------------------------------- | -------------------------- | ------------------ |
| Alabama          |                            | Kay Ivey (R)                   | Yolanda Flowers - 29,2%                     | Kay Ivey - 66,9%                                                                           | Jimmy Blake (L) - 3,3%                                                                      |                            | Kay Ivey (R)       |
| Alaska           | Mike Dunleavy (R)          | Les Gara - 24,2%               | Mike Dunleavy - 50,3% Charlie Pierce - 4,5% | Bill Walker (I) - 20,7%                                                                    | Mike Dunleavy (R)                                                                           |                            |                    |
| Arizona          | Doug Ducey (R)             | Katie Hobbs - 50,3%            | Kari Lake - 49,7%                           |                                                                                            |                                                                                             | Katie Hobbs (D)            |                    |
| Arkansas         | Asa Hutchinson (R)         | Chris Jones - 35,2%            | Sarah Huckabee Sanders - 63,0%              | Ricky Harrington (L) - 1,8%                                                                |                                                                                             | Sarah Huckabee Sanders (R) |                    |
| California       |                            | Gavin Newsom (D)               | Gavin Newsom - 59,2%                        | Brian Dahle -40,8%                                                                         |                                                                                             |                            | Gavin Newsom (D)   |
| Carolina del Sud |                            | Henry McMaster (R)             | Joe Cunningham - 40,7%                      | Henry McMaster - 58,1%                                                                     | Bruce Reeves (L) - 1,2%                                                                     |                            | Henry McMaster (R) |
| Colorado         |                            | Jared Polis (D)                | Jared Polis - 58,5%                         | Heidi Ganahl - 39,2%                                                                       | Kevin Ruskusky (Libertarian) - 1,2% Danielle Neuschwanger (C) - 0,9% Paul Fiorino - 0,3%    |                            | Jared Polis (D)    |
| Connecticut      | Ned Lamont (D)             | Ned Lamont - 56,0%             | Bob Stefanowski - 43,1%                     | Robert Hotaling (I) - 1,0%                                                                 | Ned Lamont (D)                                                                              |                            |                    |
| Dakota del Sud   |                            | Kristi Noem (R)                | Jamie Smith - 35,2%                         | Kristi Noem - 62,0%                                                                        | Tracey Quint (L) - 2,9%                                                                     |                            | Kristi Noem (R)    |
| Florida          | Ron DeSantis (R)           | Charlie Crist - 40,0%          | Ron DeSantis - 59,4%                        | Carmen Gimenez (I) - 0,4% Hector Roos (L) - 0,2%                                           | Ron DeSantis (R)                                                                            |                            |                    |
| Georgia          | Brian Kemp (R)             | Stacey Abrams - 45,9%          | Brian Kemp - 53,4%                          | Shane Hazel (L) - 0,7%                                                                     | Brian Kemp (R)                                                                              |                            |                    |
| Hawaii           |                            | David Ige (D)                  | Josh Green - 63,2%                          | Duke Aiona - 36,8%                                                                         |                                                                                             |                            | Josh Green (D)     |
| Idaho            |                            | Brad Little (R)                | Stephen Heidt - 20,3%                       | Brad Little - 60,5%                                                                        | Ammon Bundy (I) - 17,2% Paul Sand (L) - 1,1% Chantyrose Davidson (C) - 0,9%                 |                            | Brad Little (R)    |
| Illinois         |                            | J. B. Pritzker (D)             | J. B. Pritzker - 54,9%                      | Darren Bailey - 42,4%                                                                      | Scott Schluter (L) - 2,7%                                                                   |                            | J. B. Pritzker (D) |
| Iowa             |                            | Kim Reynolds (R)               | Deidre DeJear - 39,5%                       | Kim Reynolds - 58,0%                                                                       | Rick Stewart (L) - 2,4%                                                                     |                            | Kim Reynolds (R)   |
| Kansas           |                            | Laura Kelly (D)                | Laura Kelly - 49,5%                         | Derek Schmidt - 47,3%                                                                      | Dennis Pyle (I) - 2,0% Seth Cordell (L) - 1,1%                                              |                            | Laura Kelly (D)    |
| Maine            | Janet Mills (D)            | Janet Mills - 55,7%            | Paul LePage - 42,4%                         | Sam Hunkler (I) - 1,9%                                                                     | Janet Mills (D)                                                                             |                            |                    |
| Maryland         |                            | Larry Hogan (R)                | Wes Moore - 64,5%                           | Dan Cox - 32,1%                                                                            | David Lashar (L) - 1,5% David Harding - 0,9% Nancy Wallace (V) - 0,7%                       | Wes Moore (D)              |                    |
| Massachusetts    | Charlie Baker (R)          | Maura Healey - 63,7%           | Geoff Diehl - 34,6%                         | Kevin Reed (L) - 1,6%                                                                      | Maura Healey (D)                                                                            |                            |                    |
| Michigan         |                            | Gretchen Whitmer (D)           | Gretchen Whitmer - 54,5%                    | Tudor Dixon - 43,9%                                                                        | Mary Buzuma (L) - 0,9% Donna Brandenburg - 0,4% Kevin Hogan (V) - 0,2% Daryl Simpson - 0,1% | Gretchen Whitmer (D)       |                    |
| Minnesota        | Tim Walz (D-DFL)           | Tim Walz - 52,3%               | Scott Jensen - 44,6%                        | James McCaskel - 1,2% Steve Patterson - 0,9% Hugh McTavish - 0,7% Gabrielle Prosser - 0,3% | Tim Walz (D-DFL)                                                                            |                            |                    |
| Nebraska         |                            | Pete Ricketts (R)              | Carol Blood - 36,3%                         | Jim Pillen - 59,7%                                                                         | Scott Zimmerman (L) - 4,0%                                                                  |                            | Jim Pillen (R)     |
| Nevada           |                            | Steve Sisolak (D)              | Steve Sisolak - 47,3%                       | Joe Lombardo - 48,8%                                                                       | Brandon Davis (L) - 1,5% Nessuno - 1,5% Ed Bridges (I) - 1,0%                               | Joe Lombardo (R)           |                    |
| New Hampshire    |                            | Chris Sununu (R)               | Tom Sherman - 41,6%                         | Chris Sununu - 57,1%                                                                       | Kelly Halldorson (L) - 0,8% Karlyn Borysenko (L) - 0,5%                                     | Chris Sununu (R)           |                    |
| New York         |                            | Kathy Hochul (D)               | Kathy Hochul - 53,2%                        | Lee Zeldin - 46,8%                                                                         |                                                                                             |                            | Kathy Hochul (D)   |
| Nuovo Messico    | Michelle Lujan Grisham (D) | Michelle Lujan Grisham - 52,0% | Mark Ronchetti - 45,6%                      | Karen Bedonie (L) - 2,4%                                                                   | Michelle Lujan Grisham (D)                                                                  |                            |                    |
| Ohio             |                            | Mike DeWine (R)                | Nan Whaley -37,4%                           | Mike DeWine - 62,4%                                                                        |                                                                                             |                            | Mike DeWine (R)    |
| Oklahoma         | Kevin Stitt (R)            | Joy Hofmeister - 41,8%         | Kevin Stitt - 55,4%                         | Natalie Bruno (L) - 1,4% Ervin Yen (I) - 1,4%                                              | Kevin Stitt (R)                                                                             |                            |                    |
| Oregon           |                            | Kate Brown (D)                 | Tina Kotek - 47,0%                          | Christine Drazan - 43,6%                                                                   | Betsy Johnson (I) - 8,6% Donice Smith (C) - 0,4% R. Leon Noble (L) - 0,4%                   |                            | Tina Kotek (D)     |
| Pennsylvania     | Tom Wolf (D)               | Josh Shapiro - 56,5%           | Doug Mastriano - 41,7%                      | Matt Hackenburg (L) - 1,0% Christina DiGiulio (V) - 0,5% Joe Soloski - 0,4%                | Josh Shapiro (D)                                                                            |                            |                    |
| Rhode Island     | Daniel McKee (D)           | Daniel McKee - 57,9%           | Ashley Kalus - 38,9%                        | Zachary Hurwitz (I) - 1,3% Paul Rianna Jr. (I) - 0,9% Elijah Gizzarelli (L) - 0,8%         | Daniel McKee (D)                                                                            |                            |                    |
| Tennessee        |                            | Bill Lee (R)                   | Jason Martin - 32,9%                        | Bill Lee - 64,9%                                                                           | Indipendenti - 2,2%                                                                         |                            | Bill Lee (R)       |
| Texas            | Greg Abbott (R)            | Beto O'Rourke - 43,9%          | Greg Abbott - 54,8%                         | Mark Tippetts (L) - 1,0% Delilah Barrios (V) - 0,4%                                        | Greg Abbott (R)                                                                             |                            |                    |
| Vermont          | Phil Scott (R)             | Brenda Siegel - 23,9%          | Phil Scott - 70,9%                          | Kevin Hoyt (I) - 2,1% Peter Duval (I) - 1,6% Bernard Peters (I) - 0,8%                     | Phil Scott (R)                                                                              |                            |                    |
| Wisconsin        |                            | Tony Evers (D)                 | Tony Evers - 51,2%                          | Tim Michels - 47,8%                                                                        | Joan Ellis Beglinger (I) - 1,0%                                                             |                            | Tony Evers (D)     |
| Wyoming          |                            | Mark Gordon (R)                | Theresa Livingston - 15,8%                  | Mark Gordon - 74,1%                                                                        | Jared Baldes (L) - 4,2%                                                                     |                            | Mark Gordon (R)    |

## DC e Territori
| Territorio                    | Governatore uscente   | Governatore uscente       | Democratici                  | Repubblicani                                                               | Altri                                                  | Governatore eletto | Governatore eletto  |
| ----------------------------- | --------------------- | ------------------------- | ---------------------------- | -------------------------------------------------------------------------- | ------------------------------------------------------ | ------------------ | ------------------- |
| Distretto di Columbia         |                       | Muriel Bowser (D)         | Muriel Bowser - 74,7%        | Stacia Hall - 5,9%                                                         | Rodney "Red" Grant (I) - 14,9% Dennis Sobin (L) - 1,3% |                    | Muriel Bowser (D)   |
| Guam                          | Lou Leon Guerrero (D) | Lou Leon Guerrero - 55,5% | Felix Camacho - 44,1%        |                                                                            | Lou Leon Guerrero (D)                                  |                    |                     |
| Isole Vergini Americane       | Albert Bryan (D)      | Albert Bryan - 56,0%      | -                            | Kurt Vialet (I) - 38,2% Stephen Frett (I) - 3,4% Ronald Pickard (I) - 1,1% | Albert Bryan (D)                                       |                    |                     |
| Isole Marianne Settentrionali |                       | Ralph Torres (R)          | Ralph Torres - 45,9% (Ball.) | Tina Sablan                                                                | Arnold Palacios (I) - 54,1% (Ball.)                    |                    | Arnold Palacios (I) |